# ザトル公国

ザトル公国
Księstwo Zatorskie (pl)
Herzogtum Zator (de)

ザトル公国（ポーランド語：Księstwo Zatorskie；ドイツ語：Herzogtum Zator）は、中世ポーランドの分裂期の後に成立したシロンスク公国群の一つ。首都はザトル。

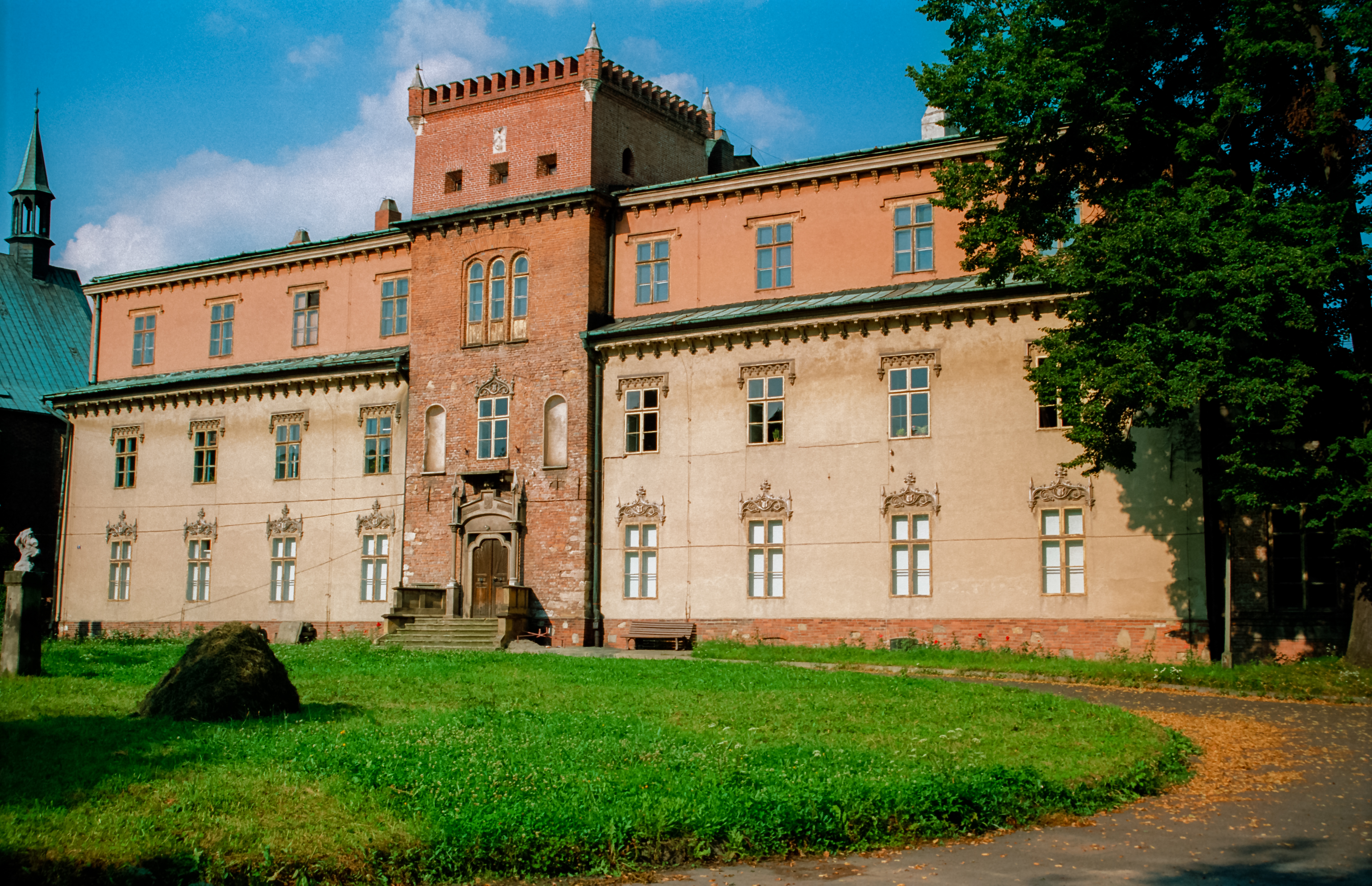
ザトル城

ザトル公国は1445年、12世紀のポーランド及びシロンスク公国の分裂の後に成立した。オシフィエンチム公カジミェシュ1世から公国を継いで11年たった3人の兄弟達は、公国を分轄統治することに決め、長男のヴァーツラフ1世はザトルの地を治めることとなった。1468年のヴァーツラフ1世の死後も公国の分裂は続き、1474年に彼の息子達カジミェシュ2世・ヴァーツラフ2世とヤン5世・ヴワディスワフとで公国はスカワ川を境に分轄統治された。
しかし、カジミェシュ2世の死後2つの領域は統合され、1494年、最後の生き残っている兄弟としてヤン5世はたった一人の統治者になった。ヤン5世には相続人がいなかったので、同年に彼が死ぬまで公爵のままであるという保証の下で、ポーランド王ヤン1世オルブラフトに公国を売ることを決めた。ヤン5世は1513年に殺され、ザトル公国はポーランド王国に併合された。1564年のポーランド通常議会において、ジグムント2世アウグストはポーランド王冠領の一部であるザトル公国とオシフィエンチム公国とザトル公国をクラクフ県のシロンスク郡へと併合することを承認した。ただし、その後もポーランド王は両公国の公爵の称号を保持し続けた。
ザトル公国の旧領域は1772年の第1次ポーランド分割に伴ってハプスブルク君主国が支配するガリツィア・ロドメリア王国の一部となった。オーストリアのガリツィアの一部であるザトル公国とオシフィエンチム公国であったが、1818年から1866年までドイツ連邦に属していた。ヨーゼフ2世以後のハプスブルク家の神聖ローマ皇帝とオーストリア皇帝（1804年以後）は、皆自らの公式称号の中でザトル公（Herzog von Zator）を名乗っていた。1918年、ザトルがポーランド第2共和国領に組み入れられると同時に、この形式的な称号も廃止された。

## ザトル公
シロンスク・ピャスト家
- 1445年-1468年 ヴァーツラフ1世
- 共同統治期（1468年-1474年）〜分裂期（1474年-1490年）
  - 1468年-1490年 カジミェシュ2世 （ヴァーツラフ2世との共同統治）
    - 1468年-1487年 ヴァーツラフ2世

  - 1468年-1494年 ヤン5世（ヴワディスワフとの共同統治）
    - 1468年-1482年 ヴワディスワフ（ヴァドヴィツェにて隠居）
- 1493年-1503年 Agnieszka Zatorska（ヴァドヴィツェ公爵夫人）

1494年にポーランド王に売却され、1564年にはクラクフ県に編入され、公国自体は消滅する。
ハプスブルク＝ロートリンゲン家
1772年のハプスブルク君主国による併合に伴い、ハプスブルク家の神聖ローマ皇帝（1804年以後はオーストリア皇帝）が1918年までザトル公を称した。
- 1772年-1790年 ヨーゼフ2世
- 1790年-1792年 レオポルト2世
- 1792年-1835年 フランツ2世
- 1835年-1848年 フェルディナント1世
- 1848年-1916年 フランツ・ヨーゼフ1世
- 1916年-1918年 カール1世